# Cornelis Johannes van Duijn
Cornelis Johannes „Hans“ van Duijn (* 16. Februar 1950 in Rotterdam) ist ein niederländischer angewandter Mathematiker und Physiker.
Hans van Duijn studierte an der TU Eindhoven (Abschluss als Physikingenieur 1975) und wurde 1979 bei Lambertus Peletier an der Universität Leiden in Mathematik promoviert (Nonlinear diffusion problems). Als Post-Doktorand war er an der University of Minnesota. Er war ab 1980 im Labor für Bodenmechanik der TU Delft, an der er 1983 bis 1995 Assistenzprofessor war. 1990 bis 1997 war er Honorarprofessor an der Universität Leiden. 1995 bis 2000 war er am Centrum Wiskunde & Informatica in Amsterdam als Leiter der Abteilung Modellierung, Analyse und Simulation und 1997 bis 2000 in Teilzeit Professor an der TU Delft. Ab 2000 war er Professor für angewandte Analysis an der TU Eindhoven. 2004 wurde er dort Dekan der Fakultät für Mathematik und Informatik und 2005 Rektor („Rector magnificus“).
Er war Gastwissenschaftler und Gastprofessor am Zentrum für Umweltmechanik der CSIRO in Canberra, an der University of Minnesota, am Weierstraß-Institut für angewandte Analysis in Berlin, an der Ecole normale supérieure in Paris, an der Rice University, der Universität Bonn und der Universität Lyon.
Er ist Chefherausgeber von Computational Geosciences.
Hans van Duijn befasste sich unter anderem mit elliptischen und parabolischen freien Randwertproblemen, Erhaltungssätzen, Homogenisierung, Fluss und Transport in porösen Medien und biomedizinischen Anwendungen.
1998 erhielt er den Max-Planck-Forschungspreis.